# Marele Premiu al Indiei
Marele Premiu al Indiei a fost o cursă de Formula 1 desfășurată în India, care avea loc pe Circuitul Internațional Buddh din statul Uttar Pradesh, din 2011 până în 2013.
Prima ediție a avut loc pe 30 octombrie 2011, fiind a 17-a cursă din sezonul 2011 de Formula 1. Cursa inaugurală a fost câștigată de germanul Sebastian Vettel. Jaypee Sports International Limited este organizatorul curselor de Formula 1 din India și a semnat un contract pe cinci ani cu Formula One Management (FOM) pentru a găzdui campionatul în India.
În august 2013, FIA a anunțat că Marele Premiu al Indiei va lipsi în 2014, înainte de a reveni pe un loc de început de sezon în 2015. Ulterior, din cauza unei dispute fiscale cu guvernul din Uttar Pradesh, și asta a fost exclus, iar cursa nu a revenit nici pentru sezonul din 2016, și nici nu a mai făcut-o de atunci.

## Circuit

„Sigla oficială a circuitului”

Cursa a avut loc pe Circuitul Internațional Buddh din Greater Noida, lângă New Delhi, între 2011 și 2013. Circuitul de 5,125 km a fost proiectat de arhitectul german Hermann Tilke. Patru milioane de tone cubice de pământ au fost mutate pentru a obține ascensiunea și coborârea într-un tur de pistă. Pista este răspândită pe o suprafață de 875 de ari și face parte din Jaypee Green Sports city.

## Edițiile Marelui Premiu al Indiei
Toate edițiile s-au desfășurat pe Circuitul Internațional Buddh.
| An     | Pole position    | Cel mai rapid tur | Pilotul câștigător | Constructorul câștigător | Raport |
| ------ | ---------------- | ----------------- | ------------------ | ------------------------ | ------ |
| 2011   | Sebastian Vettel | Sebastian Vettel  | Sebastian Vettel   | RBR-Renault              | Raport |
| 2012   | Sebastian Vettel | Jenson Button     | Sebastian Vettel   | Red Bull Racing-Renault  | Raport |
| 2013   | Sebastian Vettel | Kimi Räikkönen    | Sebastian Vettel   | Red Bull Racing-Renault  | Raport |
| Sursa: |                  |                   |                    |                          |        |

## Probleme fiscale și absență (din 2014 încoace)
Marele Premiu al Indiei urma să aibă o pauză de un an și apoi să revină în calendarul din 2015, după cum a confirmat FIA. Bernie Ecclestone a pus ulterior îndoieli cu privire la acest lucru, sugerând că această cursa va fi amânată până în 2016, iar această îndoială a fost confirmată ulterior de Ecclestone în august 2014 în Belgia. Marele Premiu al Indiei a fost anulat pentru al doilea an consecutiv în urma unor dispute fiscale dintre FIA și guvernul Uttar Pradesh. Circuitul, în ciuda pancartelor care spun „New Delhi” nu este situat pe teritoriul uniunii Delhi, ci în statul vecin Uttar Pradesh. Guvernul din Uttar Pradesh, condus de ministrul-șef de atunci Akhilesh Yadav, a spus că Formula 1 nu este un sport, ci divertisment și a perceput taxe pe eveniment.